# Фишер, Родольфо
Родо́льфо Фи́шер (исп. Rodolfo José Fischer Eichler; 16 июля 1944, Обера, Мисьонес — 16 октября 2020) — аргентинский футболист, выступавший на позиции нападающего.

## Биография
Родольфо Фишер дебютировал за «Сан-Лоренсо де Альмагро» в аргентинской Примере в 1965 году. В 1968 году гол Фишера в ворота «Эстудиантеса» принёс его команде титул чемпионов турнира Метрополитано. В следующем году он стал лучшим бомбардиром чемпионата Насьональ. В 1972 году Фишер помог своей команде выиграть оба чемпионата — Метрополитано и Насьональ.
После этого Фишер отправился в Бразилию, где четыре года защищал цвета «Ботафого». За «одинокую звезду» Лобо в 88 матчах чемпионата Бразилии забил 33 гола, но трофеев не завоевал — у команды продолжался длительный период без титулов, завершившийся лишь в 1989 году. С учётом всех официальных матчей Фишер является рекордсменом «Ботафого» по числу сыгранных матчей среди иностранцев — 180 игр. В 1976 году аргентинец играл за салвадорскую «Виторию».
В сезоне 1977—1978 Родольфо Фишер вновь выступал за «Сан-Лоренсо». Всего за эту команду он провёл 271 матч и забил 141 гол. Фишер является третьи бомбардиром в истории клуба после Хосе Санфилиппо (205) и Ринальдо Мартино (142).
В 1979 году выступал в Колумбии за «Онсе Кальдас». Последние два сезона Лобо провёл на родине. Помог «Атлетико Сармьенто» выиграть дивизион B чемпионата Аргентины в 1980 году. В 1981 году завершил игровую карьеру в «Спортиво Бельграно».
С 1967 по 1972 год выступал за сборную Аргентины. За «альбиселесте» провёл 35 матчей и забил 12 голов.
После завершения карьеры футболиста вернулся в родную провинцию, работал на ферме. 16 октября 2020 года Родольфо Фишер умер в возрасте 76 лет.

## Титулы и достижения
Командные
- Чемпион Аргентины (3): Метрополитано 1968, Метрополитано 1972, Насьональ 1972
- Вице-чемпион Аргентины: Насьональ 1971
- Победитель второго дивизиона Аргентины (Дивизион B): 1980
- Вице-чемпион Бразилии: 1972

Личные
- Лучший бомбардир чемпионата Аргентины: Насьональ 1969